# Вассертрюдинген
Вассертрюдинген (нем. Wassertrüdingen) — город в Германии, в земле Бавария. 
Подчинён административному округу Средняя Франкония. Входит в состав района Ансбах.  Население составляет 5958 человек (на 31 декабря 2010 года). Занимает площадь 53,58 км². Официальный код  —  09 5 71 214.
Город подразделяется на 6 городских районов.

## Население
По оценке на 31 декабря 2015 года население общины Вассертрюдинген составляет 5962 чел. 

| Дата      | 1840 | 1871 | 1900 | 1925 | 1939 | 1950 | 1961 | 1970 | 1987 | 2011 |
| --------- | ---- | ---- | ---- | ---- | ---- | ---- | ---- | ---- | ---- | ---- |
| Население | 4395 | 4103 | 4054 | 3933 | 3669 | 5822 | 5131 | 5378 | 5600 | 5949 |

| Год       | 1960 | 1970 | 1980 | 1990 | 2000 | 2009 | 2010 | 2011 | 2012 | 2013 | 2014 | 2015 |
| --------- | ---- | ---- | ---- | ---- | ---- | ---- | ---- | ---- | ---- | ---- | ---- | ---- |
| Население | 4953 | 5298 | 5297 | 5823 | 6341 | 5979 | 5958 | 5919 | 5928 | 5901 | 5926 | 5962 |